# Округ Лампасас (Тексас)
Округ Лампасас (енгл. Lampasas County) је округ у америчкој савезној држави Тексас. По попису из 2010. године број становника је 19.677.

## Демографија
Према попису становништва из 2010. у округу је живело 19.677 становника, што је 1.915 (10,8%) становника више него 2000. године.
| Група             | 2000.          | 2010.          |
| Белци             | 14.121 (79,5%) | 14.836 (75,4%) |
| Афроамериканци    | 550 (3,1%)     | 632 (3,2%)     |
| Азијати           | 134 (0,8%)     | 201 (1,0%)     |
| Хиспаноамериканци | 2.677 (15,1%)  | 3.443 (17,5%)  |
| Укупно            | 17.762         | 19.677         |